# بزون (المهرة)

تعديل مصدري - تعديل

بزون هي إحدى قرى مديرية المسيلة التابعة لمحافظة المهرة، بلغ تعداد سكانها 88 نسمة حسب تعداد اليمن لعام 2004.